# Kleiner Blaugeringelter Krake
Der Kleine Blaugeringelte Krake (Hapalochlaena maculosa) ist eine Krakenart, die zur Gattung der Blaugeringelten Kraken (Hapalochlaena) gehört. Der britische Zoologe William Evans Hoyle beschrieb die Art 1883 als Octopus maculosus, anhand eines einzigen Exemplars mit einem Schild mit der Aufschrift „Australia“ (Australien).

## Merkmale
Diese Art ist ein kleiner, muskulöser Krake, der eine Mantellänge von bis zu 57 mm und eine Gesamtlänge von etwa 220 mm erreichen kann. Seine Haut ist runzelig mit kleinen, dicht stehenden, niedrigen Papillen. Die Arme sind kurz, von etwa der dreifachen Mantellänge, wobei die seitlichen und die zum Bauch gelegenen Arme die längsten sind. Die Armformel ist 4=3=2>1. Die Schwimmhäute reichen bis etwa 20 bis 30 % der Armlänge, am weitesten an den seitlichen, am kürzesten an den zum Rücken gelegenen Armen. Sie säumen die Arme zu den Armspitzen. Die Saugnäpfe sind in 2 Reihen angeordnet, vergrößerte Saugnäpfe fehlen, bei größeren Exemplaren sind es etwa 90. Der Hectocotylus der Männchen (3. rechter Arm) trägt 45 bis 56 Saugnäpfe. Die Ligula ist mit 7 bis 13 % der Armlänge moderat groß, der Calamus mit 33 bis 62 % der Ligula-Länge groß. Armautotomie an bestimmten Stellen ist nicht möglich. Die Radula besteht aus 9 Elementen, 7 Zahnreihen und 2 Platten am Rand. Bei Jungtieren ist ein Tintenbeutel vorhanden, bei halbwüchsigen und erwachsenen Tieren ist er reduziert oder fehlt. Analklappen sind vorhanden. Das der Fortbewegung dienende Trichterorgan (Funnel) ist W-förmig.
Die Grundfarbe ist creme bis grünlich-grau, auf dem Mantelrücken befinden sich etwa 50 bis 60 kleine dunkle Flecken, in denen sich schmale irisierende blaue Ringe mit 0,5 bis 2 mm Durchmesser befinden. Die Ringe um die Arme werden von verbundenen dunklen Flecken gebildet, die ebenfalls irisierende blaue Ringe tragen.

Verbreitungsgebiet

## Verbreitung und Verhalten
Der Kleine Blaugeringelte Krake lebt ausschließlich an der Küste Südaustraliens vom südwestlichen Western Australia bis zum östlichen Victoria einschließlich Tasmanien. Er bevorzugt dort den flachen Küstenbereich bis zu einer Tiefe von etwa 50 Metern. Er hält sich verhältnismäßig häufig auch in der Nähe des Ufers auf. Begegnen kann man ihm sowohl im Riff als auch auf dem Flachschelf. Besonders häufig sind Begegnungen mit dem Tier in kleinen Gezeitentümpeln am Ufer oder in angeschwemmtem Treibgut, wo er nach Krebsen jagt.

## Fortpflanzung und Entwicklung
Die Weibchen der Kleinen Blaugeringelten Kraken tragen die großen, etwa 7 bis 9 mm langen Eier innerhalb im Bereich der Schwimmhäute. Nachdem die Jungtiere geschlüpft sind leben sie benthisch (bodenbewohnend).

## Giftigkeit
Die Art kann ein Neurotoxin abgeben, das einen Menschen töten kann. Bei dem Neurotoxin handelt es sich um ein Nervengift, das Tetrodotoxin (TTX), auch unter den Namen Maculotoxin oder Tarichatoxin bekannt, welches auch einige andere Tiere (u. a. Kugelfische, Stummelfußfrösche, einige Krebse und Schnecken) besitzen. Produziert wird dieses Gift allerdings nicht von dem Kraken selbst, sondern von Bakterien, die im Vorderdarm und den Speicheldrüsen des Kraken leben und an die Nachkommen weitergegeben werden. Beim Kleinen Blaugeringelten Kraken wurden Bakterien der Gattungen Alteromonas, Bacillus, Pseudomonas und Vibrio nachgewiesen. Auch in den Eiern dieses Kraken wurden TTX-produzierende Bakterien gefunden.
Das Gift wirkt schnell; innerhalb von zwei Stunden nach einem Biss kommt es zu Lähmungen, vor allem in der Brustmuskulatur und dem Zwerchfell, die Folge ist ein Atemstillstand und ein Herzkammerflimmern. Die wichtigste Behandlung ist eine Beatmung bis zum Nachlassen der Wirkung des Giftes. Wird die Beatmung medizinisch fachgerecht durchgeführt, können Betroffene ohne Folgeschäden überleben.